# Anders Wilhelm Ramsay

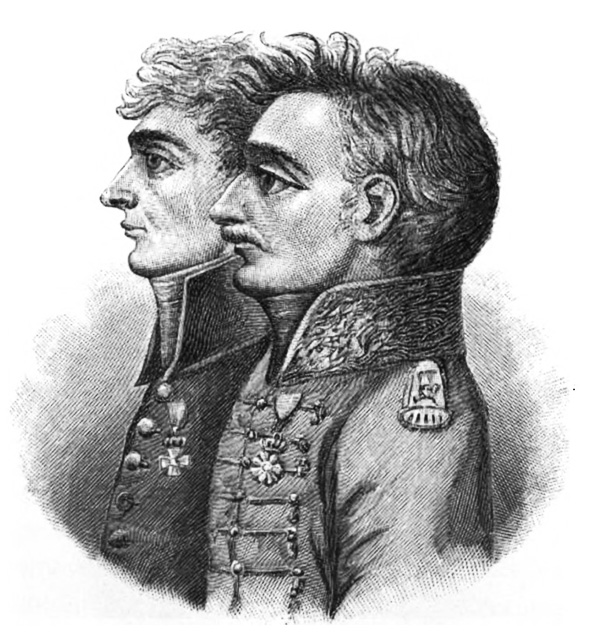
Anders Wilhelm and Karl Gustaf Ramsay.

Anders Wilhelm Ramsay, född den 28 oktober 1777, död den 20 juni 1808, var en svensk militär, son till Otto Wilhelm Ramsay och Sofia Lovisa Ramsay, bror till Carl Gustaf Ramsay. 

## Biografi
Ramsay inskrevs 1793 vid Krigsakademien på Karlberg, tjänade sedan 1796 vid Svea livgarde och 1798-1801 vid ett neapolitanskt regemente, där han befordrades till major. Efter hemkomsten blev han 1802 löjtnant vid Svea livgarde och 1805 kapten vid Tavastehus läns regemente. 
Sistnämnda år vann han Krigsvetenskapsakademiens stora pris för uppsatsen Om den fördelaktigaste ställning för infanteri är på två eller tre led. Som stabsadjutant deltog han i Finska kriget och utmärkte sig därunder särskilt vid Slaget vid Haistila den 17 mars och Slaget vid Siikajoki den 18 april. Efter Slaget vid Revolaks sändes han med segertecknen till Stockholm samt utnämndes till major i armén. Med von Vegesacks landstigningskår deltog han i Slaget vid Lemo, där han stupade för en kula i bröstet.